# Lucigadus lucifer
Lucigadus lucifer es una especie de pez de la familia Macrouridae en el orden de los Gadiformes.

## Morfología
• Los machos pueden llegar alcanzar los 11 cm de longitud total.

## Hábitat
Es un pez bentopelágico de aguas  tropicales que vive hasta 320 m de profundidad.

## Distribución geográfica
Se encuentra al noreste de Taiwán y las Filipinas.